# 陈经畲
陈经畲（1880年—1967年），江苏南京人，中华人民共和国政治人物。
1954年，当选第一届全国人民代表大会代表。

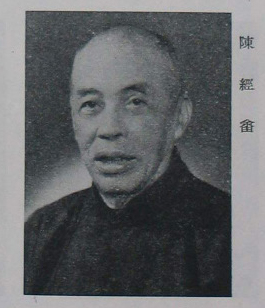

1949年9月，他任中国人民政治协商会议第一届全体会议代表，参加了《共同纲领》的制定。还先后任中南军政委员会委员、中南军政委员会财经委员会委员、武汉市人民政府副市长、武汉市工商联主委、中央人民政府民族事务委员会委员、中南军政委员会政法委员会委员、中国民主建国会一至三届中央委员、中南军政委员会民族事务委员会副主任、中国伊斯兰教协会副会长、中南行政委员会委员、全国工商联副主委、民建武汉市委会副主委、湖北省工商联主委、湖北省政协副主席、湖北省副省长(1955.1--1967.5)等职。